# Håkan Lindberg (entomolog)
Håkan Lindberg, född 24 maj 1898 i Jorois, död 19 augusti 1966 i Helsingfors, var en finländsk entomolog. Han var son till botanikern Harald Lindberg.
Lindberg blev filosofie doktor 1939. Han var 1920–1936 lärare i naturalhistoria och geografi vid olika läroverk i Helsingfors och 1936–1946 rektor för Svenska samskolan i Helsingfors; 1940–1954 docent och från 1954 extra ordinarie professor i entomologi vid Helsingfors universitet.
Lindberg gjorde forskningsresor till Medelhavsländerna och öarna i östra Atlanten. År 1955 utgav han den populärt hållna boken De bortglömda öarna, som behandlar Kap Verde-öarna. Hans vetenskapliga undersökningar gällde främst skinnbaggarnas och skalbaggarnas systematik, utbredning och ekologi.